# Marco Lodadio
Marco Lodadio (né le 24 mars 1992 à Frascati) est un gymnaste italien, dont les anneaux sont l'agrès de prédilection.

## Carrière
Il remporte la médaille d'argent aux anneaux lors des Jeux méditerranéens de 2018, puis la médaille de bronze lors des Championnats du monde de gymnastique artistique 2018 à Doha. Il est médaillé d'argent aux anneaux, avec le même score que le vainqueur Denis Ablyazin, lors des Championnats d'Europe de gymnastique artistique 2019.
Il est médaillé d'or aux anneaux aux Jeux européens de 2019 à Minsk et médaillé d'argent aux anneaux des Championnats du monde de gymnastique artistique 2019 et des Championnats du monde de gymnastique artistique 2021.
Il est médaillé d'argent du concours par équipes aux Jeux méditerranéens de 2022 à Oran.
Aux Championnats d'Europe de gymnastique artistique 2023 à Antalya, il remporte la médaille d'or par équipe.